# Секционные ворота

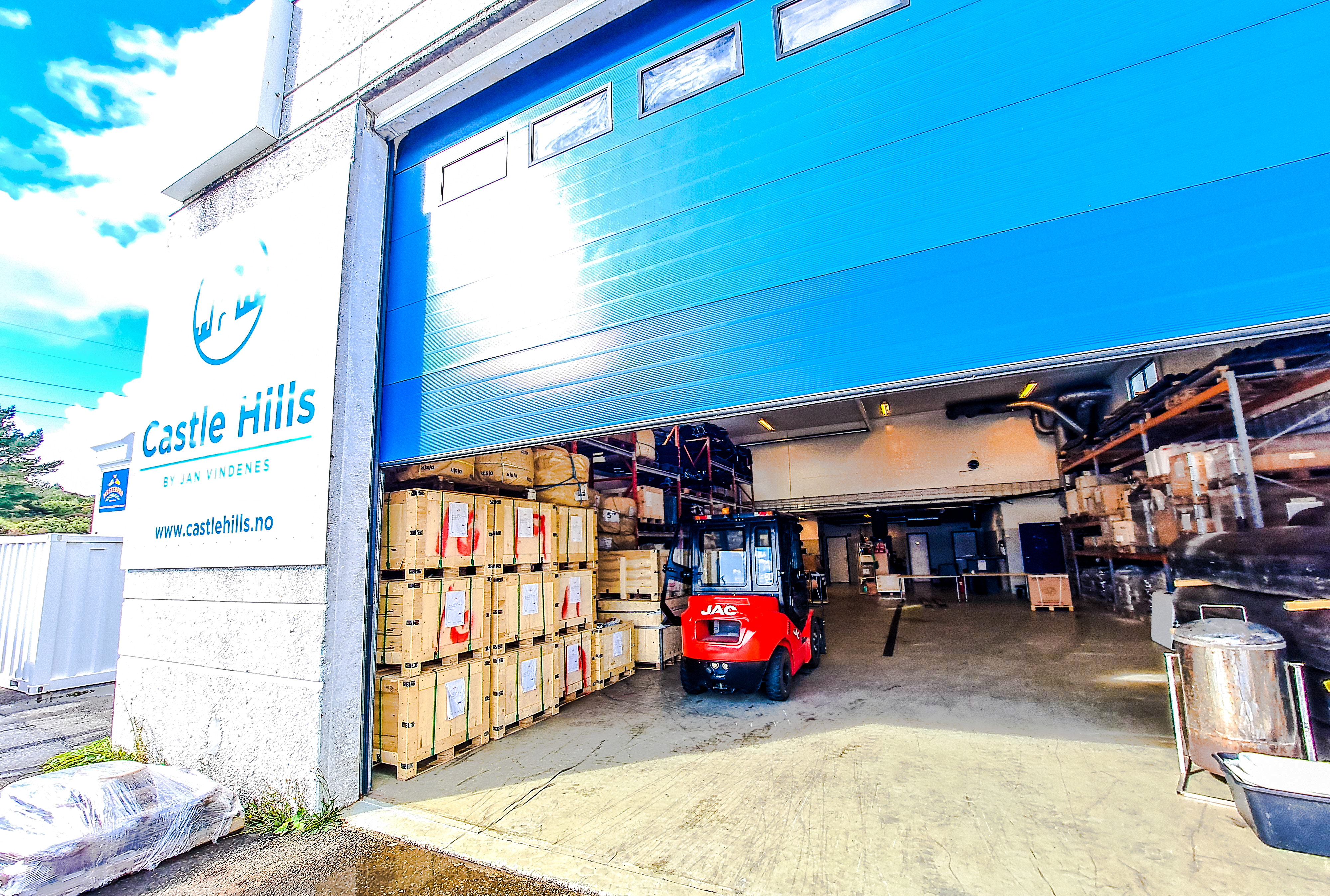
Секционные ворота склада

Секционные ворота (англ. section, рус. секция) — разновидность ворот, конструкция которых представляет собой соединённые петлями секции. Секции передвигаются по направляющим шинам, прикреплённым к краям проёма и заведённым под потолок помещения. При открывании ворот, секции одна за другой уходят под перекрытие строения, размещаясь в пространстве под потолком.
Секционные ворота устанавливаются в частных домах, подземных гаражах и паркингах, на промышленных и сельскохозяйственных объектах, складах, автомойках и автосервисах.
Секционные ворота, как и другие виды ворот, предназначены для перекрытия проёма. Но в отличие от них секционные ворота обладают рядом преимуществ:
- поднимаются вертикально вверх, позволяя экономить пространство внутри помещения и перед ним;
- обеспечивают превосходную защиту помещения от воздействия окружающей среды и шума;
- обладают высокой степенью устойчивости к взлому;
- имеют хорошую герметизацию;
- безопасны в эксплуатации;
- могут установиться практически в любом проёме;
- имеют привлекательный внешний вид.

Секционные ворота могут открываться и закрываться вручную, так как их вес скомпенсирован индивидуально подобранными пружинами. Кроме того, секционные ворота можно автоматизировать. В данном случае открывает и закрывает ворота электропривод. Возможности управления автоматизированными воротами многообразны: от нажатия на кнопку пульта дистанционного или стационарного управления до использования мобильного телефона.

## Конструкция секционных ворот
Основные элементы конструкции секционных ворот:
- Полотно ворот

Полотно секционных ворот состоит из двух соединённых между собой стальных листов, между которыми находится слой твёрдой пены — полиуретан. Именно этот материал обеспечивает высокую степень теплоизоляции секционных ворот. Немецкие производители так же применяют деревянные панели. Они изготавливаются из особых пород дерева, а для предотвращения атмосферного воздействия обрабатываются специальными составами. Инновацией такие панели назвать нельзя, так как первые конструкции изготавливались исключительно из дерева.
- Направляющие и подвесы

Направляющие — это стальные профили с кронштейнами, которые крепятся к проёму и по которым осуществляется движение полотна ворот. С помощью подвеса направляющие крепятся к потолку. Направляющие так же бывают вертикальные. Применяются в случае, когда притолока (расстояние от верха проёма до потолка) в 2.3 раза превышают высоту проёма.
- Пружинный механизм

Пружинный механизм используется для балансировки полотна секционных ворот. Благодаря пружинам даже очень тяжёлые секционные ворота довольно легко открываются и закрываются вручную. Балансировка полотна ворот может осуществляться с помощью пружин растяжения или торсионных пружин. Первые предназначены для небольших ворот, а вторые преимущественно для промышленных ворот.

## Виды полотна секционных ворот
- Полотно, собранное из сэндвич-панелей[1]

По требованиям российского ГОСТ 31174-2003 «Ворота металлические» металлические листы сэндвич-панелей не должны быть завальцованы друг с другом, для предотвращения промерзания панелей на стыках. Конструкция полотна ворот из сэндвич-панелей предусматривает наличие различного рода уплотнителей, что также способствует снижению их теплопроводности.
Сэндвич-панель представляет собой два соединённых друг с другом листа стали, заполненных теплоизоляционным материалом – вспененным полиуретаном. Именно сэндвич-панель обеспечивает высокие теплоизоляционные характеристики секционных ворот. Толщина таких панелей разная – от 9 мм до 45 мм. Имеются также одностенные панели (без утеплителя), но они используются очень редко.
Сэндвич-панели могут иметь различные рисунки. Наиболее популярными рисунками являются «микроволна», «гофр» (зиговка), «филенка» (кассета). Кроме того, панель может иметь тиснение (фактуру): «срез дерева» (woodgrain) и «апельсиновая корка» (stucco).
Сэндвич-панели могут быть окрашены в любой цвет по каталогу RAL либо иметь поверхность, имитирующую текстуру дерева, например, дуба или вишни.
- Панорамное полотно. Панорамная панель изготовлена из экструдированных алюминиевых профилей, в которые установлены светопрозрачные вставки из ударопрочного поликарбоната.

В воротах панорамные панели можно комбинировать с сэндвич-панелями. Алюминиевые профили и сэндвич-панели можно окрасить в любой цвет по каталогу RAL.

## Виды секционных ворот
В зависимости от размеров, условий их эксплуатации и требуемой интенсивности работы секционные ворота делятся на два типа:
Гаражные секционные ворота устанавливаются на объектах частного строительства (частные коттеджи, гаражные комплексы). Гаражные ворота предназначены для частного использования и обычно меньше по размеру и ресурсу использования, чем промышленные ворота.
Гаражные секционные ворота подходят для гаража практически с любым проёмом, что делает их идеальными для нового строительства или замены старых распашных ворот.  Для монтажа ворот требуются небольшие боковая и верхняя перемычки. Благодаря привлекательному внешнему виду гаражные ворота прекрасно дополнят архитектурное решение коттеджа.
Промышленные секционные ворота – это прочная и безопасная конструкция, обеспечивающая перекрытие проёма производственных помещений на путях интенсивного движения транспортных средств.
Промышленные ворота применимы ко всем видам строительных конструкций, поэтому они активно используются на объектах промышленного строительства, в строительных сооружениях общественного назначения и сельском хозяйстве.
Промышленные ворота – это идеальное решение для пожарных частей, автомоек, СТО и автосалонов, производственных и сельскохозяйственных помещений, а также складов.
Многочисленные варианты конструкции промышленных ворот позволяют произвести монтаж в помещениях с любыми особенностями проёма.
Промышленные ворота в отличие от гаражных ворот, предназначены для более интенсивного использования и могут производиться шириной до 7-8 м.
Панорамные ворота – разновидность промышленных ворот. Полотно таких ворот собирается из панорамных панелей. Панорамные ворота обеспечивают обзор внутри помещения, его естественное освещение и являются идеальным решением для автосалонов, станций технического обслуживания, пожарных частей и других промышленных объектов.

## Управление воротами
Управление секционных ворот можно осуществлять как вручную, так и автоматически.
Ручное управление воротами. Благодаря пружинному механизму вес полотна ворот скомпенсирован и ворота можно  открывать и закрывать вручную. Для подъёма ворот требуется приложить усилие 100-200Н (10–20 кг).
Автоматическое управление воротами. В данном случае подъём и опускание полотна ворот осуществляет электропривод, который приводится в действие фотоэлементом, лазерной или инфракрасной преградой, датчиком движения или фоторадаром. Активно внедряется система управления, управляемая с помощью технологии видеозахвата с распознаванием номера машины и даже биометрических данных человека.
Дистанционное управление воротами. Управление электроприводом секционных ворот может осуществляться с пульта ДУ, стационарной кнопки, а также с мобильного телефона (при условии установки GSM-модуля).

## Аварийное открытие автоматических ворот
При отсутствии электричества или в случае выхода из строя автоматического привода ворота можно открыть с помощью разблокировки, которой существует несколько видов.
Внутренняя разблокировка. Представляет собой прикреплённый к каретке шнур, потянув за который, ворота разблокируются для работы в ручном режиме. Данный вид разблокировки является стандартным для всех автоматических приводов на секционные ворота, но для доступа к шнуру необходимо иметь дополнительный вход в помещение.
Внешняя разблокировка. Состоит из металлического цилиндра-замка, троса и ключа. Цилиндр-замок врезается в панель секционных ворот, а трос закрепляется одним концом на каретке, другим на цилиндре. С помощью открытия ключа сердцевина разблокируется и позволяет натянуть трос, который позволяет перевести ворота в ручной режим работы. Данный вид разблокировки не поставляется в стандартном комплекте и покупается отдельно, если у вас нет дополнительного входа в помещения.

## Монтаж секционных ворот
Секционные ворота могут быть смонтированы практически на любой проём: с невысокой перемычкой, наклонной крышей или высокими потолками.
Существуют более 10 типов монтажа секционных ворот, которые позволяют воротам открываться под прямым углом, вертикально вверх или под наклоном и др.
Монтаж секционных ворот может занять от 30 минут до 4-х часов, без учёта работ по подготовке проёма.